# ASAKI
ASAKI（アサキ、12月13日生）は、日本のギタリスト、ミュージシャン。青森県弘前市出身。血液型B型。自ら率いるAGE of PUNKのヴォーカル&ギターの他、GUNIW TOOLS、vez（ヴェズ）、ROLL-B DINOSAUR、本田恭章のギタリストとしても活動中。

## 来歴
- 1994年、GUNIW TOOLSに加入。
- 1996年、GUNIW TOOLSのギタリストとしてメジャーデビュー。
- 2000年、GUNIW TOOLS活動休止。
- 2001年、AGE of PUNKをソロプロジェクトとして立ち上げ（2012年にバンド化、後述）。
- 2002年、BUGに加入。
- 2012年3月、vez（ヴェズ）を結成。メンバーは他に高木フトシ（BAD SiX BABiES, ex.THE HATE HONEY）（Vo & Gt）、飯田成一（johnny loves brautigan, ex.ZI:KILL, CRAZE）（Ba）、YANA（ZEPPET STORE, GHEEE, NACANO）（Dr）。
- 2012年12月、BUG活動休止。
- 2014年8月、GUNIW TOOLS再始動。
- 2015年7月、ROLL-B DINOSAUR（ロール・ビー・ダイナソー）に加入。織田哲郎（Vo & Gt）がダイアモンド✡ユカイ（Vo）をヴォーカルに迎えて結成した新バンドで、メンバーは他にJOE（FUZZY CONTROL）（Ba）、CHERRY（LINDBERG）（Dr）[1]。

## AGE of PUNK
最新情報はAge Of Punk Official (AgeOfPunkOfficial) - Facebookを参照。
メンバー
- ASAKI- Vocal, Guitar
- 曽我“JETTSOUL”将之 （そがじぇっとそうるまさゆき 1967年3月20日 、大分県大分市出身）- Bass, Chorus
自身のバンド活動、サポート活動、ライブPAエンジニア、デザイン関係でも活動中。SOGA"JETTSOUL"MASAYUKI Official Site
- 岡崎達成（おかざきかつしげ 1967年2月22日 、茨城県日立市出身）- Drum, Chorus
元M-AGE、Lucy。

## 作品
ASAKI（ソロ名義）
- シングル
  - Girl Like You (2015年5月, AY-001) 5月10日新潟十日町 モダン食堂 KICHI、5月17日三軒茶屋 Dr.FEELGOODにて発売記念ライブ開催

GUNIW TOOLS
AGE of PUNK
- アルバム
  - absolute music (2001年10月5日) 1st
  - FROM PUNK SYMPHONY NO.2 (2007年10月29日) 2nd
  - Red Hot Spices (2009年11月25日) mini
  - Purple Banana (2011年9月7日) 3rd
  - Chick Chair Punk (2013年4月14日) Acoustic

- シングル
  - Sweet Cherry (2005年2月15日) 1st
  - I LOVE PUNK (2006年12月9日) 2nd
  - Joker Punk Special (2015年5月3日) 3rd

- Demo CD 
  - THANK YOU 10th ANNIVERSARY” (2011年11月22日)

- LIVE DVD
  - FRUIT PUNK Vol.1 (2011年11月22日)
  - FRUIT PUNK Vol.2 + All Of Save You (2012年4月25日) シングルCD付

the other side AGE of PUNK
- ミニアルバム
  - ROYAL ELECTRASY（2002年10月10日）
  - A.O.D.P.(AGE OF DIGITAL PUNK) (2004年9月20日)

BUG
vez
- アルバム
  - Heaven flower（2013年9月）
  - Intuitionistic logic（2014年6月）
  - SALARY BAY（2015年8月21日） 2015年8月21日渋谷 club asia ワンマンライブにて会場先行発売

- DVD
  - Documentary DVD. film zero -true and false 201415-（2015年4月10日発売） ライブ会場限定販売
  - Documentary DVD 『vez film one -reject it-』（2015年8月21日） 2015年8月21日渋谷 club asia ワンマンライブにて会場先行発売

## 参加作品
コンピレーション・アルバム
- OPTION presents STREAM Z J-LOUD EDITION（2004年10月27日）
AGE of PUNK「PSYCHEDELICIOUS」を収録。

トリビュート・アルバム
- PARADE〜RESPECTIVE TRACKS OF BUCK-TICK〜（2005年12月21日）
AGE of PUNK「PHYSICAL NEUROSE」を収録。

- yellow loveless -JAPAN-(My Bloody Valentine Tribute Album) (2013年1月23日)
AGE of PUNK「come in alone」収録。

DVD
- BUCK-TICK FEST 2007 ON PARADE（2008年4月2日） ライブDVD
AGE of PUNK with 今井寿「PHYSICAL NEUROSE」

## AGE of PUNK以外の活動
- GUNIW TOOLS（1996〜2000、2014〜）
- m.o.v.eのサポート（主にギター、1998〜 ）
- BUG（2002〜2012） 活動休止
- かぼす　kyoとのアコースティックユニット
- vez（2012〜2017）
- ACxAC　CHIROLYNとのアコースティックユニット
- test of PUNK
- ROLL-B DINOSAUR（2015〜 ）
- 本田恭章（2019～）
- GO CRAZY LIPS （2021～2023）